# Blepharopoda pilitarsis
Blepharopoda pilitarsis är en tvåvingeart som beskrevs av Camillo Rondani 1851. Blepharopoda pilitarsis ingår i släktet Blepharopoda och familjen parasitflugor.
Artens utbredningsområde är Ecuador. Inga underarter finns listade.